# Rivière Lafont
Pour les articles homonymes, voir Lafont.
La rivière Lafont est un affluent de la rive nord-est de la rivière Nicolet Sud-Ouest. Elle traverse les municipalités de Saint-Léonard-d'Aston et de Sainte-Perpétue (Nicolet-Yamaska), dans la municipalité régionale de comté (MRC) de Nicolet-Yamaska), dans la région administrative du Centre-du-Québec, au Québec, au Canada.

## Géographie
Les principaux bassins versants voisins de la rivière Lafont sont :
- côté nord : rivière Nicolet ;
- côté est : rivière Nicolet, ruisseau du Quatorzième Rang de Wendover ;
- côté sud : rivière Nicolet Sud-Ouest ;
- côté ouest : rivière Nicolet Sud-Ouest, cours d'eau Louis-Gilbert.

La rivière Lafont prend sa source en zone agricole près du chemin de fer, à la limite des municipalités de Saint-Léonard-d'Aston et de Sainte-Perpétue. Cette zone est située sur la rive sud-ouest de la rivière Nicolet, au sud-ouest du village de Saint-Léonard-d'Aston et à l'est du village de Sainte-Perpétue.
La rivière Lafont coule en zone agricole sur :
- 4,2 km vers le sud, dans Saint-Léonard-d'Aston, jusqu'à la limite municipale de Sainte-Perpétue ;
- 3,4 km vers le sud-ouest dans Sainte-Perpétue jusqu'à sa confluence.

La rivière Lafont se déverse sur la rive nord de la rivière Nicolet Sud-Ouest à 4,7 km en amont du pont du village de Sainte-Brigitte-des-Saults et à 2,5 km en aval du pont du chemin de fer du hameau Mitchell.

## Toponymie
Le toponyme rivière Lafont a été officialisé le 17 août 1978 à la Commission de toponymie du Québec.